# Phong Tân, Hoa Liên

Vị trí tại Hoa Liên

Phong Tân (tiếng Trung: 豐濱鄉; bính âm: Fēngbīn Xiāng) là một hương (xã) của huyện Hoa Liên, tỉnh Đài Loan, Trung Hoa Dân Quốc (Đài Loan). Dân cư trong hương chủ yếu là thổ dân Đài Loan. Hiện nay, hương cũng đang phát triển du lịch tuy nhiên nền kinh tế nói chung vẫn phụ thuộc vào ngư nghiệp và nông nghiệp. Diện tích của Phong Tân là 162,4332 km², dân số vào tháng 8 năm 2011 là 4.924 người thuộc 1.799 hộ gia đình, mật độ cư trú chỉ là 30,3 người/km²